# Sasarski jezik
Sasarski jezik (sasarski sardinski; ISO 639-3: sdc), jedan od sardinskih jezika kojim govore Sasarski Sardi na sjeverozapadu otoka Sardinija u Italiji. Leksički mu je najsrodniji galurski jezik. Sasarski Sardi Logudorce i Kampidance nazivaju Sardima a njihove jezike sardinskim ali sebe ne nazivaju tim terminom. Broj govornika 100 000 (Salminen 1993), a populacija im iznosi 348 000 (2008).

## Vanjske poveznice
- Ethnologue (14th)
- Ethnologue (15th)